# Cartério de Arca
Cartério (em latim: Carterius) foi um retor romano do século IV.

## Vida
Cartério era nativo de Arca, na Armênia, e pertencia a uma família curial. Segundo uma das epístolas de Libânio de ca. 360, seu avô de nome desconhecido reteve um ofício, seu pai era sacerdote e sua família recebeu isenção das liturgias curiais. Em 361, ele desistiu de sua carreira como retor e tornou-se soldado.